# Wormaldia aequalis
Wormaldia aequalis is een fossiele soort schietmot uit de familie Philopotamidae.